# Elvino Vardaro
Elvino Vardaro (* 18. Juni 1905 in Buenos Aires; † 5. August 1971) war ein argentinischer Tangogeiger, Bandleader und Komponist.

## Leben
Vardaro erhielt den ersten Musikunterricht im Alter von vier Jahren. Seine Lehrer waren Fioravanti Brugni, später der belgische Konzertgeiger George Baré und schließlich Doro Gorgatti. Vierzehnjährig debütierte er im Salon La Argentina in Buenos Aires mit einem Konzert, in dem er u. a. Felix Mendelssohn Bartholdys Violinkonzert spielte. Um Geld zu verdienen, arbeitete er als Stummfilmmusiker, wobei er Rodolfo Biagi und Luis Visca, der ihn am Klavier zu begleiten pflegte, kennenlernte.
1922 holte ihn Juan Maglio in sein Orchester, von dem er sich jedoch nach einer Tour durch Argentinien trennte, um sich der Formation der Bandoneonistin Paquita Bernardo anzuschließen. 1923 wurde er Mitglied im Orchester Roberto Firpos. Dort lernte er den Geiger Cayetano Puglisi kennen, mit dem ihn eine lebenslange Freundschaft verband. 1926 lud ihn Pedro Maffia ein, Mitglied seines Sextetts zu werden, zu dem außerdem Osvaldo Pugliese, Alfredo De Franco, Emilio Puglisi und Francisco De Lorenzo angehörten.
Im gleichen Jahr wurde Vardoro vom Label Victor engagiert. In der Zeit bis 1939 arbeitete er mit allen Formationen des Labels: dem Orquesta Típica Victor, dem Orquesta Victor Popular, dem Orquesta Típica Porteña, den Los Provincianos sowie den von Juan Guido, Luis Petrucelli, Eduardo Pereyra und Adolfo Carabelli geleiteten Gruppen. Außerdem gehörte er zwei Besetzungen des Trío Víctor an: der mit dem Pianisten Eduardo Pereyra und dem Bandoneonisten Ciriaco Ortiz und der mit den Gitarristen Oscar Alemán und Gastón Bueno Lobo.
1929 gründete er eine Formation mit Osvaldo Pugliese, 1933 ein Sextett, zu dem die Bandoneonisten Aníbal Troilo und Jorge Argentino Fernández, Hugo Baralis als zweiter Geiger, der Kontrabassist Pedro Caracciolo und der Pianist José Pascual, später zusätzlich der Bandoneonist Eduardo Marino gehörten. Als Sänger arbeiteten mit dem Sextett Alfredo Marino, Carlos Lafuente, Guillermo Arbós und Nelly De La Vega. Das Sextett debütierte 1933 im Café Germinal, nahm jedoch während seines Bestehens bis 1935 nur einen Titel auf: Salvador Grupillos Tango Tigre viejo. 1938 arbeitete er bei Radio Belgrano in einer Formation mit Lucio Demare, deren Sänger Carlos Miranda war.
Anfang der 1940er Jahre leitete Vardaro das Brighton Jazz Orchestra und nahm eine Platte mit zwei Titeln auf, einer davon war Violinomanía, den Argentino Galván für ihn geschrieben hatte. Weitere Aufnahmen entstanden mit dem Orchester Adolfo Pérez’. Ab 1942 gehörte er für mehrere Jahre dem Orchester von Osvaldo Fresedo an. Parallel spielte er auch im Orchester von Radio El Mundo und der Formation von Joaquín Do Reyes. 1944 trat er in Montevideo mit einem eigenen Orchester und den Sängern Alberto Montiel und Héctor Scelza auf. Ab 1950 spielte er wieder im Orchester von Joaquín Do Reyes.
1953 lud ihn Martín Darré, der Direktor des Labels Odeon ein, ein Orchester für Aufnahmen bei seinem Label zu gründen. Mit Antonio Marchese (Bandoneon), César Zagnoli (Klavier), Alfredo Sciarretta (Kontrabass) und anderen nahm er Héctor Artolas Arrangements der Tangos Pico de oro von Juan Carlos Cobián und El cuatrero von Agustín Bardi auf. Von 1955 bis 1961 war Vardaro Mitglied im Streichorchester und im Quintett von Astor Piazolla. Außerdem spielte er ab 1958 auch in Carlos Di Sarlis Orchester. In seiner letzten Lebenszeit ließ er sich in Argüello nieder und spielte Geige im Sinfonieorchester der Provinz Córdoba.

## Kompositionen
- Grito del alma (instrumental, aufgenommen von Juan Maglio; in einer Version mit Text von Juan Velich unter dem Titel Tinieblas von Pedro Maffia mit Tito Schipa aufgenommen)
- Dominio (Text von Luis Rubistein, aufgenommen von Mercedes Simone und vom Orquesta Típica Victor)
- Imaginación (mit Oscar Arona,  Text von Francisco García Jiménez, aufgenommen von Libertad Lamarque, dem Orchester Alfredo De Angelis’ und von Francisco Lomuto mit dem Sänger Fernando Díaz)
- Amalia (aufgenommen vom Cuarteto del Novecientos: Vardaro, Feliciano Brunelli, Aníbal Troilo und Enrique Bour)
- Mía (mit Oscar Arona, Text: Celedonio Flores)
- Te llama mi violín (Text von Cátulo Castillo)
- Un beso
- Y a mí qué me importa”, with  (mit Eduardo Moreno)
- El repique
- Miedo (mit Oscar Arona, Text: Francisco García Jiménez)
- Fray milonga (Text: Francisco García Jiménez)